# 光明駅 (平壌市)
光明駅（クァンミョンえき、こうめいえき）は、朝鮮民主主義人民共和国平壌市にあった、平壌地下鉄革新線の駅である。金日成・金正日の霊廟である錦繍山太陽宮殿が駅の上にあるため、1995年以降、この駅は閉鎖され列車は停車しないと報道されている。

## 駅周辺
- 錦繍山太陽宮殿

## 歴史
1978年9月6日、革新線の黄金原駅-革新駅間の開業に伴い開業した。
1995年、金日成の死に伴い錦繍山議事堂が錦繍山記念宮殿（後に錦繍山太陽宮殿に改称）と改装されたため、廃駅となったとされる。

## 隣の駅
平壌地下鉄
革新線
三興駅 - 光明駅 - 楽園駅
* 打消線は廃駅